# دشت امام (فنوج)
دشت امام، روستایی در دهستان مسکوتان بخش مرکزی شهرستان فنوج در استان سیستان و بلوچستان ایران است.

## جمعیت
بر پایه سرشماری عمومی نفوس و مسکن در سال ۱۳۹۵، جمعیت این روستا برابر با ۲۶۲ نفر (۶۷ خانوار) بوده‌است.